# Краљ и четири краљице
Краљ и четири краљице (енгл. The King and Four Queens), познат и под именом Краљ и четири даме, је америчка авантуристичка мистична комедија из 1956. године. Главну улогу глуме Кларк Гејбл и Еленор Паркер. У режији Раула Волша, филм је заснован на причи коју је написала Маргарет Фитс. Она је такође радила на сценарију заједно са Ричардом Аланом Симонсом. Ово је био први и последњи филмски пројекат продукцијске куће Кларка Гејбла, GABCO. Његови партнери у пројекту били су филмска звезда Џејн Расел и њен супруг Боб Вотерфилд, власници куће Russ-Field Productions, а филм се често наводи као продукција Russ-Field-GABCO.

## Радња
Прича прати средовечног каубоја, авантуристу, који сазнаје да је украдено благо још увек закопано на ранчу, на ком живе четири младе удовице и њихова свекрва. Он користи свој шарм како би открио где се новац налази.
Ден Кихо, бежећи од потере, стиже у мали гранични град. Ту сазнаје за напуштени ранч, где живи породица Мекдејд. Пре неколико година, четири брата разбојника из те породице вратили су се са пљачкашким пленом, али су их пратили и опколили у шупи која је запаљена. У рушевинама шупе пронађена су три изгорела тела, али нико не зна који од четворице браће је преживео, нити где је сакривено злато вредно 50.000 долара.
Претварајући се да бежи од прогонитеља, Ден прилази ранчу и бива рањен. Жене из породице Мекдејд, које су мајка и супруге четворице браће, прихватају га и превијају му рану. Његово присуство изазива код млађих жена жељу да за сређивањем, али њихова свекрва их подсећа да је једна од њих још увек удата, и да све морају да се понашају као да су удате док се не открије која од њих није удовица. Такође инсистира да Ден мора отићи следећег дана. Током следећег дана, све четири удовице флертују са рањеником. Он покушава да се спријатељи са сваком од удовица како би сазнао где је плен сакривен, али их мајка стално свекрва.
Шериф стиже са потером у намери да ухапси Дена. Открива се да Сабија никада није била удата за једног од синова. Она узима део новца и бежи. Ден се упушта у потеру за њом, али је затиче како га чека с новцем, те одлучују да заједно наставе путовање.

## Улоге
- Кларк Гејбл као Ден Кихо, шармантни луталица који трага за благом.
- Елеанор Паркер као Сабина Мекдејд, једна од удовица, која се придружује Кихоу у његовим авантурама.
- Џин Вилс као Руби Мекдејд, једна од млађих удовица.
- Барбара Николс као Бирди Мекдејд, кокетна удовица.
- Сара Шејн као Орали Мекдејд, најмлађа удовица.
- Џо ван Флит као Ма Мекдејд, строга свекрва која контролише породицу и чува тајну.
- Рој Робертс као шериф Том Лараби, који покушава да ухвати Кихоа.
- Артур Шилдс као Падре, локални свештеник.
- Џеј С. Флипен као бармен у кафеу Роузбуд.
- Флоренц Ејмс као Џосија Свит, погребник.
- Чак Роберсон као члан шерифове потере